# Капрезе (торт)
«Капре́зе» (итал. caprese, torta caprese — букв. «каприйский») — итальянский шоколадно-ореховый торт, особенно популярный в Неаполе. Назван в честь острова Капри, откуда он берёт своё начало.

## Приготовление
Существует много вариаций торта «Капрезе», но основной рецепт состоит в том, чтобы смешать размягчённое масло с сахаром, затем добавить яичные желтки и после этого оставшиеся ингредиенты: мелко измельченный миндаль, растопленный на водяной бане шоколад и взбитые яичные белки. Характерной особенностью рецепта и торта является отсутствие в нём муки. После выпечки торт получается мягким внутри и с твёрдой корочкой снаружи. Обычно посыпается сверху сахарной пудрой.

## История и легенды
О происхождении торта рассказывают много легенд. Одна из самых популярных гласит, что австрийская принцесса, вышедшая замуж за короля Неаполя, захотела отведать австрийский торт «Захер», но неаполитанские повара не знали этот рецепт, поэтому они импровизировали, используя типичный неаполитанский ингредиент — миндаль.
Другая легенда повествует о кондитере из 1920-х годов, забывшем добавить муку в миндальный торт, который он готовил по заказу туристов. Но туристам торт очень понравился, и его слава стала расти. Это упоминается как «одна из самых счастливых ошибок истории» (итал. uno dei pasticci più fortunati della storia. По одной из версий данной легенды, этими туристами были гангстеры Аль Капоне, которые приплыли на Капри, чтобы закупить итальянские гамаши, в которых очень любил щеголять их шеф, а кулинара звали Кармине Ди Фиоре.
По мнению других, ошибку в приготовлении торта допустил некий Капоккьяно, помощник повара-кондитера при фешенебельном ресторане Fontelina, существующем на Капри по сей день.
Ещё один рассказ приписывает изобретение торта в 1930-х годах двум австрийкам, наследницам немецкого художника Августа Вебера, который долгое время жил на острове в своей вилле в живописной бухте Марина Пиккола. В дни их пребывания на этом острове дамы решили приготовить любимый торт «Захер», заменив при этом пшеничную муку на миндальную.
В целом многие авторы сходятся на том, что торт «Капрезе» был впервые создан туристической индустрией острова Капри для гостей острова. Сначала его, скорее всего, подавали в чайных. Поскольку он становился всё более популярным, рестораны тоже включили его в свое меню.